# Clipped
Clipped é um vídeo com cinco faixas da banda australiana de hard rock AC/DC. Lançado pela primeira vez em 1991, contém três faixas do álbum The Razors Edge e duas do Blow Up Your Video.
Em 2002 foi lançada uma versão em DVD, que também inclui vídeos para as canções "Big Gun" (da trilha sonora Last Action Hero) e "Hard as a Rock" (do álbum Ballbreaker).
A fotografia da capa foi primeiramente usada em 1990 para o single "Are You Ready".

## Faixas
1. Thunderstruck
2. Moneytalks
3. Are You Ready
4. Heatseeker
5. That's the Way I Wanna Rock N Roll

- Todas as canções foram compostas por Malcolm Young, Angus Young, exceto "Heatseeker" e "That's The Way I Wanna Rock 'n' Roll", por Young, Johnson, Young.

## Formação
- Brian Johnson - vocal
- Angus Young - guitarra solo
- Malcolm Young - guitarra rítmica, vocal de apoio
- Cliff Williams - baixo, vocal de apoio
- Chris Slade - bateria, percussão
- Simon Wright - bateria em "Heatseeker" e "That's The Way I Wanna Rock 'n' Roll"
- Phil Rudd - bateria em "Hard As A Rock" no DVD